# Даниленко Данило Володимирович
Данило Володимирович Даниленко (нар. 10 жовтня 1994) — український легкоатлет, який спеціалізується в бігу на 400 метрів та бігу на 400 метрів з бар'єрами, багаторазовий чемпіон та призер національних першостей у цих дисциплінах.
На національних змаганнях представляє Волинську область.

## Спортивна кар'єра
Легкою атлетикою почав займатися у 2008 в обласній спеціалізованій дитячо-юнацькій спортивній школі олімпійського резерву Черкаської обласної ради у тренера Олени Володимирівни Малюк (Продан).
До 2014 тренувався та представляв Донецьку область, з початком російської збройної агресії переїхав до Луцька.
На ІІ Європейських іграх 2019 у Мінську брав участь у новому виді програми — динамічній новій легкій атлетиці (DNA). У змішаній естафеті 4×400 м разом з Тетяною Мельник, Анною Рижиковою та Станіславом Сеником з результатом 3.17,31 виборов золото. За результатами фіналу динамічної нової легкої атлетики (DNA) здобув друге золото за турнір.

## Державні нагороди
- Орден «За заслуги» III ст. (15 липня 2019) — за досягнення високих спортивних результатів ІІ Європейських іграх у м. Мінську (Республіка Білорусь), виявлені самовідданість та волю до перемоги, піднесення міжнародного авторитету України[5].